# Granica brazylijsko-kolumbijska
Granica brazylijsko-kolumbijska – granica międzypaństwowa, ciągnąca się na długości 1644,2 km od trójstyku z Peru na zachodzie do trójstyku z Wenezuelą na wschodzie. Granica została ustalona i potwierdzona dwoma traktatami: traktatem z Bogoty z 1907 roku oraz Tratado de Límites y Navegación Fluvial z 1928 roku.